# Critérium International 1998
Il Critérium International 1998, sessantasettesima edizione della corsa, si svolse dal 28 al 29 marzo su un percorso di 278 km ripartiti in 3 tappe, con partenza a Rabastens e arrivo a Castres. Fu vinto dallo statunitense Bobby Julich della Cofidis davanti all'italiano Davide Rebellin e al danese Bo Hamburger.

## Tappe
| Tappa  | Data     | Percorso                              | km    | Vincitore di tappa | Leader cl. generale |
| ------ | -------- | ------------------------------------- | ----- | ------------------ | ------------------- |
| 1ª     | 28 marzo | Rabastens > Blaye-les-Mines           | 190,5 | Emmanuel Magnien   | Emmanuel Magnien    |
| 2ª     | 29 marzo | Mazamet > Aussillon                   | 80    | Rodolfo Massi      | Davide Rebellin     |
| 3ª     | 29 marzo | Castres > Castres (cron. individuale) | 8     | Christophe Moreau  | Bobby Julich        |
| Totale | Totale   | Totale                                | 278   |                    |                     |

## Dettagli delle tappe

### 1ª tappa
- 28 marzo: Rabastens > Blaye-les-Mines – 190,5 km

| Pos. | Corridore        | Squadra | Tempo    |
| ---- | ---------------- | ------- | -------- |
| 1    | Emmanuel Magnien | FDJ     | 5h08'47" |
| 2    | Stuart O'Grady   | Gan     | s.t.     |
| 3    | Laurent Roux     | TVM     | s.t.     |

| Pos. | Corridore        | Squadra | Tempo    |
| ---- | ---------------- | ------- | -------- |
| 1    | Emmanuel Magnien | FDJ     | 5h08'35" |

### 2ª tappa
- 29 marzo: Mazamet > Aussillon – 80 km

| Pos. | Corridore     | Squadra | Tempo    |
| ---- | ------------- | ------- | -------- |
| 1    | Rodolfo Massi | Casino  | 2h19'26" |
| 2    | Alberto Elli  | Casino  | a 5"     |
| 3    | Bo Hamburger  | Casino  | s.t.     |

| Pos. | Corridore       | Squadra | Tempo |
| ---- | --------------- | ------- | ----- |
| 1    | Davide Rebellin | Polti   |       |

### 3ª tappa
- 29 marzo: Castres > Castres (cron. individuale) – 8 km

| Pos. | Corridore               | Squadra       | Tempo |
| ---- | ----------------------- | ------------- | ----- |
| 1    | Christophe Moreau       | Festina-Lotus | 9'43" |
| 2    | Aitor Garmendia Arbilla | Banesto       | a 10" |
| 3    | Melchor Mauri           | ONCE          | a 15" |

| Pos. | Corridore       | Squadra | Tempo    |
| ---- | --------------- | ------- | -------- |
| 1    | Bobby Julich    | Cofidis | 7h38'16" |
| 2    | Davide Rebellin | Polti   | a 24"    |
| 3    | Bo Hamburger    | Casino  | a 37"    |

## Classifiche finali

### Classifica generale
| Pos. | Corridore         | Squadra         | Tempo    |
| ---- | ----------------- | --------------- | -------- |
| 1    | Bobby Julich      | Cofidis         | 7h38'16" |
| 2    | Davide Rebellin   | Team Polti      | a 24"    |
| 3    | Bo Hamburger      | Casino          | a 37"    |
| 4    | Luc Leblanc       | Team Polti      | a 57"    |
| 5    | Emmanuel Magnien  | FDJ             | a 59"    |
| 6    | Didier Rous       | Festina-Lotus   | a 1'13"  |
| 7    | Laurent Roux      | TVM-Farm Frites | s.t.     |
| 8    | Andrea Peron      | FDJ             | a 1'20"  |
| 9    | Rafael Díaz Justo | ONCE            | a 1'29"  |
| 10   | Pascal Hervé      | Festina-Lotus   | a 1'34"  |